# Гавайит (минерал)
Гавайит (англ. hawaiite; не путать с вулканической горной породой гавайит) — минерал магматического происхождения, названный по месту находки в лавовых потоках острова Гавайи. Бледно-зелёная, бедная железом разновидность оливина.

## Описание
В геммологии гавайит (англ. hawaiite — термин для перидота, собранного на Гавайях, который является оливиновым минералом ювелирного качества.
Встречается размером до 1,5 см. Хрупкий, цельные кристаллы редки.
Свойства схожи с другими оливинами (хризолит).